# Marina Zolotova
 (octobre 2024).
Marina Zolotova (biélorusse : Марына Васільеўна Золатава), née le 6 novembre 1977 à Minsk, est une journaliste biélorusse, rédactrice en chef du média Tut.by depuis 2004. En 2021, elle est arrêtée sous accusation d’évasion fiscale à grande échelle. Des accusations politiques ont ensuite été ajoutées à son dossier. Elle est considérée comme prisonnière politique par l’Union européenne, les États-Unis d’Amérique et de nombreux défenseurs des droits de l’homme. Le 17 mars 2023, elle est condamnée à 12 ans de prison.

## Biographie

### Études et débuts professionnels
Née à Minsk en 1977, Zolotova est diplômée du département de philologie de la BSU. Elle a travaillé à l'Institut de recherche scientifique, puis à l'agence BelaPAN (en).

### Tut.by
À l'été 2004, Zolotova commence à travailler chez Tut.by. Très vite, elle devient rédactrice en chef du journal. Sous sa direction, Tut.by lance son propre fil d'actualités et ouvre progressivement d'autres départements, dédiés par exemple au sport, à la culture ou à la mode. Alors qu'en 2004, le site n'avait que 6 000 visiteurs uniques par jour, il devient en 2020 le plus grand média Internet biélorusse avec plus de 50 journalistes et une audience quotidienne de plus de 600 000 personnes.

## Pressions politiques et arrestations

### L'affaire BeITA
Le 7 août 2018 à Minsk, le Comité d’enquête de Biélorussie (en) effectue une descente au bureau de TUT.BY. Zolotova et d'autres journalistes sont arrêtés et accusés d'avoir partagé des mots de passe pour le fil d'actualités payant de BelTA (l'agence télégraphique de Biélorussie). Les autres journalistes sont rapidement libérés, mais Zolotva est reconnue coupable d'« inaction d'un fonctionnaire » et condamnée à une amende de 300 Bases. Il convient de noter que la pratique de partage des mots de passe est très répandue dans les médias biélorusses. BelTA a pris très peu de mesures de précaution et n'a jamais déposé plainte au pénal auparavant,. L'affaire « BelTA » a été condamnée par les Nations Unies, l'UE, les responsables américains et de nombreux défenseurs des droits de l'homme,.

### Arrestation en 2021
Après les manifestations à grande échelle de 2020 faisant suite à l’élection présidentielle, 2021 devient l’année d’une répression massive de l’État contre les médias et les journalistes indépendants. Le 18 mai 2021, Zolotova est arrêtée avec plusieurs autres employés de Tut.by sous l'accusation d'évasion fiscale,. Alors que les médias contrôlés par l'État tentaient de créer une fausse impression de calme et d'immobilité dans le pays après les élections, Tut.by est « puni » par les autorités pour avoir couvert les manifestations et publié des informations non censurées,. Zolotova est placée au centre de détention provisoire de Volodarka, au même endroit où a été emprisonnée Elena Ivanovna Nikolaeva, sa grand-mère, il y a 80 ans. Médecin-chef à l'hôpital de Minsk pendant l'occupation nazie, elle fut arrêtée et envoyée aux travaux forcés en Allemagne pour avoir caché et sauvé des enfants juifs.
Le 14 septembre 2021, le député du Bundestag Alois Rainer annonce parrainer Zolotova,.
Au 18 juin 2022, la plupart des employés de Tut.by ont été libérés de prison mais restent inscrits sur la liste des terroristes du KGB. Bien qu'il ait été initialement indiqué que Zolotova et Liudmila Chekina, directrice générale de Tut.by, ne feraient face qu'à des accusations économiques, le 9 janvier 2023, elles sont officiellement accusées d'« incitation à la haine » et d' « appels à des sanctions et d'autres actions visant à nuire à la sécurité nationale de la République de Biélorussie » en vertu des chapitres 243.2 et 361.3 du Code pénal de l'État,,,. Zolotova se voit refuser les visites et le procès se déroule à huis clos. L'affaire est unanimement considérée comme politique par ses collègues, la communauté internationale et les défenseurs des droits de l'homme. Fin janvier 2023, l'avocate de Zolotova se voit retirer sa licence. Malgré ses 20 ans d'expérience dans le domaine, le barreau estima qu'elle n'était pas suffisamment compétente.
Le 17 mars 2023, le tribunal municipal de Minsk condamne Zolotova et Chekina, à 12 ans de prison dans une colonie pénitentiaire pour fraude fiscale, incitation à la haine et appel à des actions contre la sécurité nationale de la Biélorussie,,.

## Réactions internationales
La sentence de Zolatava a été condamnée par ses collègues exilés de Tut.by, la leader de l'opposition Sviatlana Tsikhanouskaya, la Fédération européenne des journalistes, l'Association biélorusse des journalistes,, le Comité pour la protection des journalistes et bien d'autres. Reporters sans frontières a qualifié cette condamnation d'« absurde ». PEN America (en), une ONG œuvrant pour la protection de la liberté d'expression, a déclaré que la condamnation de Zolotava s'inscrivait dans le cadre de la campagne incessante du « gouvernement biélorusse visant à punir et à faire taire les médias indépendants ».
En mai 2023, l'Association biélorusse des journalistes lance le marathon de solidarité pour les journalistes biélorusses emprisonnés. Aux côtés des photos d'Andrzej Poczobut (en), d'Ihar Losik (en) et d'Alexander Mantsevich, des participants et participantes venus du monde entier tenaient le portrait de Zolatava.